# Nikon at Jones Beach Theater
Das Nikon at Jones Beach Theater ist ein Amphitheater in Wantagh, New York.

## Geschichte
Eröffnet wurde das Halbstadion als Jones Beach Marine Theater im Jahr 1952 mit einer Zuschauerkapazität von 8.200 Plätzen und diente hauptsächlich als Austragungsort für Musicals. Der Architekt Robert Moses entwarf das Theater passend zum Jones Beach State Park Anfang der 1950er Jahre. Bis zum Anfang der 1990er Jahre fanden hier verschiedenste Theaterproduktionen statt; so wurden hier schon unter anderem die Stücke Eine Nacht in Venedig, Show Boat, South Pacific, The Sound of Music, The King and I, Anatevka, Oklahoma!, Annie Get Your Gun, The Music Man und Damn Yankees aufgeführt.
In den Jahren 1991 und 1992 wurde die Veranstaltungsstätte unter Vertrag von Promoter Ron Delsner renoviert und erweitert. So fasste das Theater im Jahr 1992 rund 11.200 Zuschauer. Im Jahr 1998 wurde das Gebäude erneut erweitert und fasste 15.000 Besucher. Anfang des Jahres 2008 wurde das Halbstadion erneut erweitert und fasst seitdem 20.000 Leute. Das erste Konzert im komplett erneuerten Amphitheater mit größtmöglicher Kapazität bestritt Eric Clapton am 5. Juni 2008 während seiner Eric Clapton World Tour.
Im Jahr 2002 sicherte sich die Tommy Hilfiger Corporation die Namensrechte für das Bauwerk für vier Jahre. Am 13. April 2006 gab das Unternehmen bekannt, den Sponsoring-Vertrag nicht weiterführen zu wollen. Der Kamerahersteller Nikon nahm ein Angebot an und betitelte die Arena nach ihrem Unternehmen auf eine unbestimmte Zeitlänge. Im Jahr 2009 erweiterte sich das Veranstaltungsareal mit der „Bay Stage“, die außerhalb des Gebäudes liegt und eine Kapazität von 5.000 Plätzen bietet. Sie ist von er VIP-Loge des Haupttheaters einsehbar.
Im Oktober 2012 zerstörte Hurrikan Sandy große Teile des Theaters aus dem unteren Bereich. Der gesamte untere Gebäudebereiches wurde vollständig überflutet und zerstörte sowohl elektrische als auch strukturelle Teile des Halbstadions. Die Veranstaltungsstätte wurde am 31. Mai 2013 nach Renovierungen in Kostenhöhe von 20 Millionen US-Dollar wiedereröffnet.